# Відновлювана енергетика України
Відно́влювана енерге́тика України — енергетична галузь, що спеціалізується на отриманні та використанні енергії з відновлюваних джерел енергії. До відновлюваних джерел енергії належать періодичні або сталі потоки енергії, що розповсюджуються у природі й обмежені лише стабільністю Землі як космопланетарного елемента: променева енергія Сонця, вітер, гідроенергія, природна теплова енергія тощо.

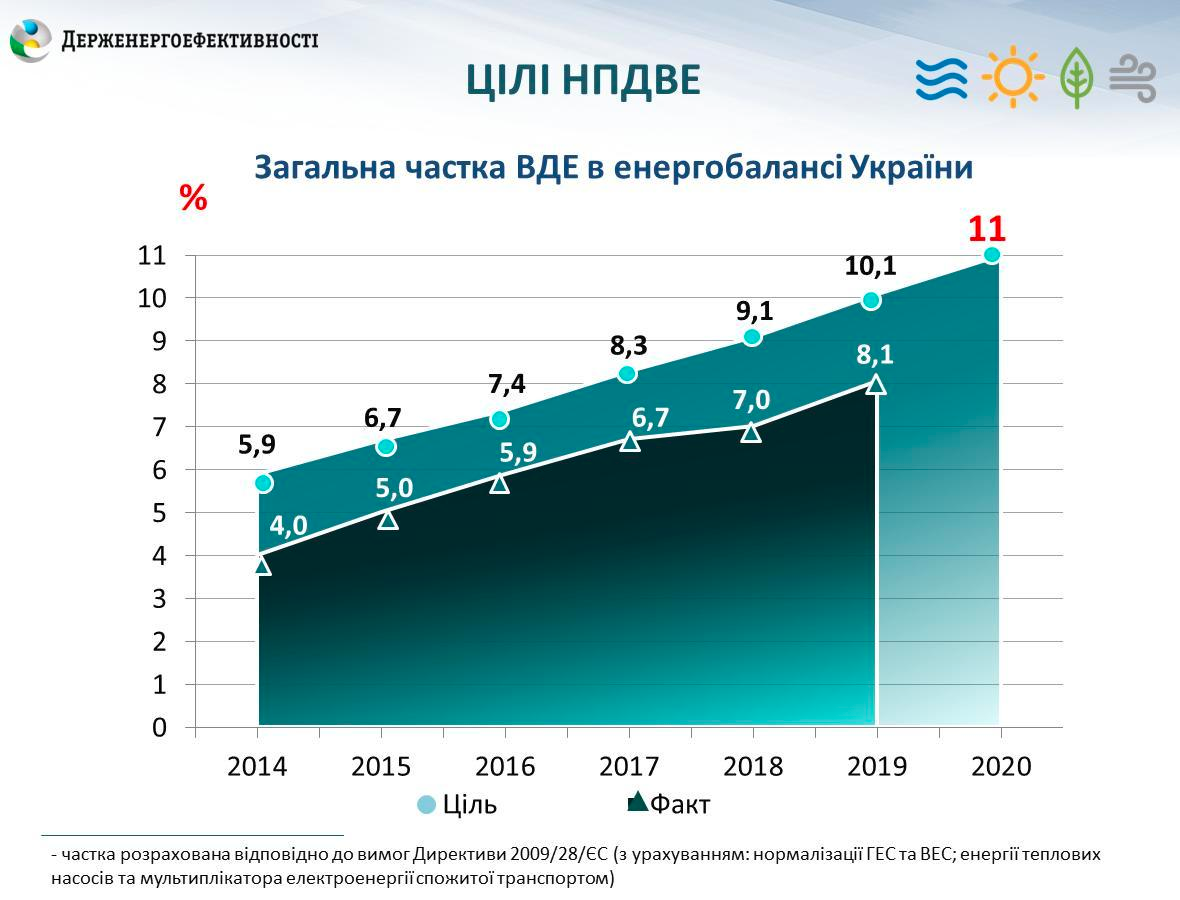
Загальна частка «чистої» енергії в енергобалансі України

В Україні дослідженнями проблем відновлюваної енергетики займається, зокрема, Інститут відновлюваної енергетики НАН України, Міжгалузевий науково-технічний центр, Біоенергетична асоціація України інші науково-дослідні установи та приватні підприємства.
За оцінками дослідників, загальний економічно-доцільний потенціал відновлюваних та нетрадиційних джерел енергії в Україні становить, приблизно, 454,4 млрд кВт⋅год або 59,2 млн т умовного палива на рік.
Станом на 2017 рік, відновлювані джерела енергії становили 6,67 % від енергоспоживання в країні.

## Європейське енергетичне співтовариство
Україна приєдналася до Європейського енергетичного співтовариства та взяла на себе зобов'язання до 2020 року виробляти 11 % електроенергії із відновлюваних джерел енергії й 25 % до 2035 року. Від 2009 року об'єкти відновлюваної енергетики в Україні отримали право на використання зеленого тарифу.
Передбачається збільшення частки відновлюваних джерел енергії у загальному балансі встановлених потужностей до рівня близько 20 відсотків до 2020 року, що за базовим сценарієм становить 12,1 ГВт (з урахуванням великих гідроелектростанцій), а обсяг виробництва електроенергії — 25 ТВт•г.
На виконання Рішення Ради Міністрів Енергетичного співтовариства «Про впровадження Директиви 2009/28/ЕС і внесення змін до Статті 20 Договору про заснування Енергетичного Співтовариства», згідно з яким встановлюються обов'язкові національні цілі у сфері відновлюваної енергетики, насамперед для того, щоб надати певні гарантії інвесторам та заохотити до розвитку новітніх технологій та інновацій у цій сфері. Україна взяла на себе зобов'язання до 2020 року досягти рівня 11 % енергії, виробленої з відновлюваних джерел енергії в загальному кінцевому енергоспоживанні країни, що слугуватиме потужним стимулом для подальшого розвитку використання відновлюваних джерел енергії в Україні.
Для досягнення зазначених цілей Кабінет Міністрів України розпорядженням від 3 вересня 2014 року за № 791-р затвердив План заходів з імплементації Директиви Європейського Парламенту та Ради 2009/28/ЄС та розпорядженням від 01.10.2014 № 902-р затвердив Національний план дій з відновлюваної енергетики на період до 2020 року.
Впровадження в Україні заходів, передбачених Директивою Європейського парламенту та Ради 2009/28/ЄС про заохочення до використання енергії, виробленої з відновлюваних джерел енергії, сприятиме реалізації державної політики у сфері розвитку відновлюваної енергетики та дозволить значно зменшити споживання традиційних паливно-енергетичних ресурсів в усіх галузях національної економіки України і, відповідно, підвищити рівень енергетичної безпеки держави.
Національним планом дій з відновлюваної енергетики на період до 2020 року передбачається:
- збільшити встановлені електроенергетичні потужності відновлюваної енергетики до 10900 МВт та довести виробництво «зеленої» електроенергії до 26 млрд кВт∙год у 2020 році;
- збільшити обсяги використання теплової енергії виробленої з відновлюваних джерел до 5,85 млн т н. е. у 2020 році;
- збільшити обсяг використання відновлюваних джерел енергії у транспортному секторі до 505 тис. т н. е.

Реалізація заходів Національного плану дозволить оптимізувати структуру паливно-енергетичного балансу та вже у 2020 році забезпечить споживання енергії, виробленої з відновлюваних джерел в обсязі 8,59 млн т н. е., що складе 11 % від сукупного кінцевого споживання енергоресурсів Україною та еквівалентно заміщенню більше ніж 10 млрд м3 газу.

### НПЕК 2030
Кабінет міністрів на засіданні 25 червня 2024 року схвалив Національний план з енергетики та клімату (НПЕК) на період до 2030 року. Україна розробила НПЕК відповідно до вимог Регламенту (ЄС) 2018/1999 та з урахуванням найкращих практик країн – членів ЄС, у рамках своїх зобов'язань як договірної сторони Енергетичного Співтовариства та у процесі набуття членства в ЄС. Потреби в інвестиціях сукупно складають від $41,5 млрд.
Серед основних цілей НПЕК, зокрема:
- скорочення викидів парникових газів на 65% у порівнянні з рівнем 1990 року;
- досягнення 27% частки відновлюваних джерел енергії у загальному кінцевому енергоспоживанні;
- поглиблення диверсифікації джерел і шляхів постачання енергоресурсів – не більше 30% від одного постачальника;
- первинне споживання енергії не більше 72,224 млн тонн нафтового еквівалента (т н.е.), кінцеве споживання енергії 42,168 млн т н.е.

Це передбачає будівництво потужностей:
- 6,1 ГВт наземної вітрової енергетики;
- 12,2 ГВт сонячної енергетики;
- 876 МВт біоенергетики;
- 40 МВт геотермальної енергетики;
- 4,7 ГВт гідроенергетики.

## Прогрес розвитку
|                                    | 2014  | 2015  | 2016   | 2017   | 2018  | 2019    | 2020    | 2021 | 2022 | 2023  | 2024 |
| ---------------------------------- | ----- | ----- | ------ | ------ | ----- | ------- | ------- | ---- | ---- | ----- | ---- |
| в системах опалення та охолодження |       |       | 6,20 % | 7,56 % | 8 %   | 9,03 %  | 9,28 %  |      |      |       |      |
| в електроенергетиці                |       |       | 7,91 % | 8,64 % | 8,9 % | 10,89 % | 13,92 % |      |      |       |      |
| у транспортному секторі            |       |       | 2,10 % | 2,44 % | 2,2 % | 3,07 %  | 2,47 %  |      |      |       |      |
| Загальна частка ВДЕ                | 3,9 % | 4,9 % | 5,85 % | 6,67 % | 7 %   | 8,08 %  | 9,19 %  |      |      | 9,5 % |      |

|                            | 2009 | 2010   | 2011   | 2012   | 2013   | 2014      | 2015   | 2016   | 2017   | 2018   | 2019   | 2020   | 2021   | 2022   | 2023   |
| -------------------------- | ---- | ------ | ------ | ------ | ------ | --------- | ------ | ------ | ------ | ------ | ------ | ------ | ------ | ------ | ------ |
| Вітрова                    | 84   | 87     | 151    | 194    | 334    | 426/651,8 | 426    | 438    | 465    | 533    | 1170   | 1314   | 1673   |        | 1900,8 |
| Сонячна                    | -    | 3      | 191    | 326    | 616    | 411/818,9 | 432    | 531    | 742    | 1388   | 4925   | 6094   | 6227   |        |        |
| СЕС домогосподарств        |      | -      | -      | -      | -      | 0,1       | 2      | 17     | 51     | 157    | 553    | 779    | 1205   |        |        |
| Малі ГЕС                   | 66   | 68     | 71     | 73     | 75     | 80        | 87     | 90     | 95     | 99     | 114    | 116    | 121    |        |        |
| Біомаса                    |      |        |        | 6      | 17     | 35        | 35     | 39     | 39     | 52     | 55,9   | 91     | 152    |        |        |
| Біогаз                     |      |        |        | -      | 7      | 14        | 17     | 20     | 34     | 46     | 70,3   | 103    | 124    |        |        |
| Введення нових потужностей |      |        |        |        | 537    | 281       | 32     | 136    | 291    | 848    | 4658   | 1577   | 1005   | 312    | 350    |
| Встановлена потужність     |      |        |        |        | 1181   | 967       | 999    | 1135   | 1426   | 2275   | 6939   | 8516   | 9521   |        |        |
| Відсоток генерації         |      |        |        |        |        |           |        |        |        | 1.7 %  | 3.7 %  |        |        |        |        |
| Великі ГЕС/ГАЕС            |      | 5400,2 | 5400,2 | 5400,2 | 5724,2 | 5724,2    | 6048,2 | 6048,2 | 6048,2 | 6048,2 | 6048,2 | 6048,2 | 6523,2 | 6523,2 | 6172,2 |

- 87,8 МВт ВЕС, 407,9 МВт СЕС — перебуває на окупованій території АРК,[12] 138 МВт ВЕС — перебуває на окупованій території Донбасу. Загалом 633,7 МВт потужностей ВДЕ окуповані Росією.
- у вересні 2020 року у Верховній Раді працюють над трьома законопроєктами [Архівовано 31 жовтня 2020 у Wayback Machine.], які спрямовані на розвиток власного виробництва електричного транспорту в Україні та захист інтересів вітчизняного виробника.
- внаслідок вторгнення РФ 2022 року Україна втратила 80% вітрових та 20% сонячних електростанцій.

## Історія
1998 рік
Станом на 1998 рік, 3,05 % від загального обсягу споживання енергії було отримано з відновлюваних джерел енергії.
2012 рік
Станом на 2012 рік, відновлювані джерела енергії становили лише 2 % від енергоспоживання в країні.
2014 рік
На кінець першого півріччя 2014 року загальна електрична потужність об'єктів відновлюваної енергетики, які працюють за «зеленим тарифом», в Україні становила 1419 МВт, з яких загальна потужність вітроелектростанцій — 497 МВт, сонячних електростанцій — 819 МВт, малих гідроелектростанцій — 77 МВт, об'єктів виробництва електроенергії з біомаси та біогазу — 26 МВт. Встановлена потужність об'єктів, що виробляють теплову енергію з відновлюваних джерел енергії, перевищила 1070 МВт.
У жовтні 2014 року Кабінет Міністрів України затвердив Національний план дій з відновлюваної енергетики до 2020 року, який передбачає збільшення частки відновлюваних джерел у загальному балансі генерації електроенергії з близько 1 % до 11 %.
2017 рік
За 2017 рік загальна потужність об'єктів відновлювальної енергетики збільшилася більш як на 10 % — до 1.5 ГВт. За весь 2017 рік приріст «зеленої» генерації становив 260 МВт.
За інформацією Національної комісії, що здійснює державне регулювання у сферах енергетики та комунальних послуг (НКРЕКП), за 9 місяців 2017 року введено додатково 430 МВт електростанцій, що здійснюють виробництво електричної енергії з енергії сонячного випромінювання, вітру, біомаси, а також малі ГЕС. 83 % приросту — це СЕС, 13 % — ВЕС, 4 % — електростанції на біомасі. Частка відновлюваної енергії в загальному обсязі виробництва електроенергії в Україні становить 1,8 %, а частка у вартості — 8,3 %.
2018 рік
У 2018 році зафіксовано динамічний розвиток української «зеленої» енергетики. Так, за рік встановлено 813 МВт нових потужностей, що генерують електроенергію з відновлюваних джерел. Це майже у 3 рази більше, ніж обсяг потужностей, введених у 2017 р., а саме — близько 300 МВт.
Зокрема, у 2018 р. введено додатково:
- 646 МВт сонячних електростанцій (СЕС);
- 70 МВт  СЕС приватних домогосподарств (за 9 місяців);
- 68 МВт вітроелектростанцій;
- 13 МВт станцій, що генерують електроенергію з біомаси;
- 12 МВт об'єктів, що виробляють електроенергію з біогазу;
- 4 МВт малих ГЕС.

У встановлення 813 МВт потужностей об'єктів відновлюваної електроенергетики інвестовано понад 730 млн євро.
Потужності «зелених» джерел енергії в Україні за 2018 рік виросли наполовину та перевищили 2 ГВт. Протягом 2018 року об'єктами відновлюваної енергетики було вироблено 2,8 млрд кВт-год електроенергії, або близько 2 % від загального обсягу виробництва електроенергії в Україні. За оцінками Міністерства, в 2019 році обсяг цих потужностей буде ще вище. Тільки по вітровій генерації очікується введення 300 МВт, а в цілому — понад 1 ГВт потужностей.
2019 рік
Загалом на початок 2019 року в Україні працює 2240 МВт потужностей, які генерують «чисту» електроенергію, що у 1,5 рази більше, ніж на кінець 2017 року (близько 1500 МВт).
У першому кварталі 2019 року в Україні ввели в експлуатацію електростанцій, що генерують електроенергію з відновлювальних джерел, загальна потужність яких складає 862 МВт. Це більше, ніж за весь 2018 рік. Найбільше від початку року запустили сонячних електростанцій — на 648 МВт. Вітрових електростанцій збудували на 173 МВт. Решта введених в експлуатацію «зелених» електростанцій — біогазові та малі ГЕС.
За I квартал встановлено:
- 684 МВт СЕС;
- 173 МВт ВЕС;
- 5 МВт біогазових установок;
- 0,1 МВт малих ГЕС[29].

У Фонді енергоефективності підрахували, що від початку року в альтернативну енергетику України надійшло 730 мільйонів євро інвестицій. Водночас протягом 2019 року в альтернативну енергетику України планують залучити 4 мільярди євро інвестицій.
У другому кварталі 2019 року в Україні запустили у 6 разів більше електростанцій, що виробляють енергію з відновлювальних джерел, ніж за аналогічний період 2018 року. Загалом протягом квітня — червня в Україні ввели до експлуатації «зелених» електростанцій загальною потужністю 656 МВт. Найбільше запустили сонячних електростанцій — на 568,3 МВт. Вітроелектростанцій ввели на 71 МВт. Крім цього протягом другого кварталу ввели 16 МВт біогазових електростанцій.
За II квартал встановлено:
- 568,3 МВт СЕС;
- 71 МВт ВЕС;
- 16 МВт біогазових установок;[31]
- 0,8 МВт малих ГЕС.

Лідером за кількістю введених в експлуатацію потужностей виявилася Запорізька область (152 МВт). Далі йдуть: Миколаївська (132 МВт), Київська (76,3 МВт), Дніпропетровська (49,1 МВт), Вінницька (40,2 МВт) та інші області. У першому кварталі 2019 року об'єкти альтернативної енергії виробили 1,9 млрд кВт-год електроенергії.
Також в Україні існують приватні сонячні електростанції, яких станом на 2019 рік налічується 22 тисячі домогосподарств загальною потужністю 560МВт. У 2-му кварталі сонячні панелі встановили понад 3 тисячі домогосподарств сумарною потужністю більше 85 МВт, що у понад 2 рази більше, ніж за I квартал цього року. Починаючи з 3-го кварталу 2015-го року, кількість домогосподарств, що встановила сонячні панелі зросла майже у 100 разів. Загальна потужність встановлених сонячних станцій у домогосподарствах становить 280 МВт, а обсяг інвестування домогосподарствами у сонячну енергетику становив 450 млн. євро.
Найбільшу кількість сонячних панелей українці встановили у Дніпропетровській (понад 2700), Тернопільській (більше 2000) та Київській (майже 1800) областях.
Протягом ІІІ кварталу було введено 955,5 МВт нових генеруючих потужностей, з яких 97,8 % складають ВЕС та СЕС. Найбільше об'єктів було побудовано в Дніпропетровській області — 388,5 МВт. За нею йдуть Запорізька область — 166,9 МВт, та Миколаївська — 144,2 МВт.
За III квартал встановлено:
- 780,5 МВт СЕС;
- 154,8 МВт ВЕС;
- 3,3 МВт біогазових установок;
- 3,9 МВт біомаса;
- 11,7 МВт малих ГЕС.

Близько 3 тис. домогосподарств встановили сонячні панелі загальною потужністю майже 70 МВт у III кварталі 2019 року. Дані проєкти СЕС реалізуються по всій країні. Загальна кількість збільшилася до 14790 станцій, а потужність зросла до 345 МВт, на 69 МВт. 3 області із найбільшою кількістю домогосподарств із СЕС:
- 1982 (≈ 50 МВт) — Дніпропетровська;
- 1369 (≈ 37 МВт) — Тернопільська;
- 1345 (≈ 27 МВт) — Київська.

## Global 100%RE Ukraine
Найбільші національні асоціації відновлювальної енергетики у вересні 2019 року об'єднались у всеукраїнську платформу «Global 100 %RE Ukraine». Це є спільною ініціативою компаній, експертів, лобістів, політиків та громадян, спрямована на розвиток чистої зеленої енергії в Україні. Українська платформа продовжує діяльність та принципи міжнародної ініціативи Global 100 %RE.
До числа засновників увійшли: громадські організації «Офіс Амбасадора Відновлюваної Енергетики», «Українська асоціація енергосервісних контрактів», «Центр розвитку Бессарабії», Вінницька обласна громадська організація «Наукове об'єднання „Інститут глобальних трансформацій“», громадські спілки «Українська вітроенергетична асоціація», «Біоенергетична асоціація України», «Українська воднева рада».
Мета об'єднання — створення єдиної системи безпечних та екологічно чистих технологій, які у майбутньому зможуть замінити всі «брудні» технології спалювання традиційних паливно-енергетичних ресурсів. Учасники платформи підтримують процеси декарбонізації економіки та перехід до чистої енергетики, також розраховують на допомогу від європейських країн.
Цілі платформи до 2025 року:
- Стати провідною експертною платформою зеленого розвитку;
- Бути мотиватором та інноватором чистого розвитку країни;
- Сприяти залученню 1-3 млрд інвестицій та 2 % росту ВВП країни.

## Проєкт 30 ГВт до 2030 року
24 травня 2022 року на Всесвітньому економічному форумі в Давосі був презентований проєкт збільшення потужностей відновлюваної енергетики в Україні з 9 до 30 ГВт до 2030 року. План був представлений генеральним директором ДТЕК Максимом Тімченко.
Проєкт передбачає інвестиції на рівні 35-40 млрд евро. Мова йде не тільки про будівництво сонячних — і вітроелектростанцій — це також інвестиції в системи передачі, в системи зберігання енергії, в тому числі будівництво потужностей з виробництва зеленого водню.

## Енергетики України

### Вітрова енергетика
Найбільший потенціал вітрової енергії в Україні мають Карпати. Але цей потенціал зовсім не застосовується. Енергію нагрітого сонцем повітря використовують теплові насоси типу повітря-вода і повітря-повітря. Вадою цих пристроїв є менший (ніж у теплонасосів типу вода-вода і вода-повітря) ККД.

### Сонячна енергетика
Сонячна енергетика України стрімко розвивається. Станом на 1-й квартал 2020 року встановлено СЕС загальною номінальною потужністю 4925 МВт без урахування близько 407,9 МВт потужностей, які перебувають на окупованій Росією території, які генерують 1,265 млрд кВт-год електроенергії. Частка СЕС на 2020 рік у загальній генерації України складає 20 %.
Вода вбирає сонячної енергії більше ніж сонячна батарея. Теплові насоси вода-вода і вода-повітря можуть використовувати сонячну енергію ефективніше від сонячних панелей. На відміну від сонячних колекторів, теплові насоси можуть працювати в похмуру погоду, вночі і зимою.

### Гідроенергетика
Тепловий потенціал водних ресурсів України значно більший від потенціалу гравітаційного. При цьому тепловий потенціал води зовсім не використовується. Ситуацію може змінити впровадження теплових насосів вода-повітря, вода-вода і вода-електроенергія. Це може сприяти розчиненню кисню у воді (зарибненню водойм) та зменшить небезпеку потепління клімату.

### Воднева енергетика
Великі родовища природного газу (Дашавське, Шебелінське, Полтавське, Кримське) можуть сприяти розвитку водневої енергетики. При цьому, з одного об'єму природного метану, можна отримати 2 й більше об'ємів водню.
В травні 2019 року інновації у водневій енергетиці та перспективи їх впровадження в Україні розглянув Голова Державного агентства з енергоефективності та енергозбереження України Сергій Савчук із представниками потужної японської компанії «Asahi Kasei» та енергетичної асоціації «Українська воднева рада». Зустріч стала продовженням перемовин, розпочатих із компанією у квітні 2019 року на найбільшій водневій та енергетичній виставці Європи «Hydrogen + Fuel Cells Europe» у Ганновері (Німеччина).
24 жовтня 2023 року Укргідроенерго та німецька компанія Andritz Hydro GmbH підписали Меморандум про співпрацю у межах національної програми Німеччини щодо водневої стратегії. Документом закріплено наміри компаній співпрацювати з метою розвитку та реалізації проєктів для виробництва "зеленого" водню в Україні.
У травні 2024 року відбувся запуск програми проєкту відновлюваного водню H2U Hydrogen Valley в Одеській області. Конкурсний грант у 1,5 млн євро отримала компанія "Водень України" (H2U), яка займається розробкою проєктів "зеленого" водню. Впроваджувати проєкт компанія буде за допомогою британської компанії AB5 Consulting. Фінансування партнерської ініціативи взяло на себе Міністерство міжнародного розвитку Великої Британії.
У січні 2025 року оператор ГТС України разом із кількома ключовими організаціями та компаніями підписав Меморандум про взаєморозуміння щодо створення та підтримки реалізації «Водневого коридору Україна - ЄС».

### Біоенергетика
Потенціал генерації біометану в Україні становить щонайменше 7,8 млрд м3 у рік або 25 % від поточного споживання газу (за даними НАК «Нафтогаз України» у 2018 році було спожито 32,3 млрд м3 газу всіма категоріями).
У 2014 році в селі Луки Самбірського району Львівської області запустили перше в країні підприємство з виготовлення біодизелю потужністю 25 тонн палива на добу з ріпаку.
24 січня 2018 року під час засідання бюро Президії Національної академії аграрних наук України було розглянуто питання наукового забезпечення енергетичної автономізації агропромислового виробництва.
У лютому 2019 року група компаній «Кернел» оголосила, що побудує чотири електростанції на біомасі за $56 млн. Електростанції на біомасі з'являться на об'єктах компанії у Харківській, Миколаївській, Одеській та Полтавській областях. Компанія отримала $48 млн кредиту ЄБРР та $8 млн кредиту Фонду чистих технологій. Всі разом ці заводи будуть виробляти 338,5 тис. МВт електроенергії в рік з близько 228 тис. т лушпиння соняшника.
На території Лісовогриневецької ОТГ Хмельницької області побудують електростанцію, що працюватиме на соломі та буде генерувати 130 МВт теплової потужності (46,4 МВт електричної). Як паливо у майбутній електростанції використовуватимуть солому різних типів у тюках Хестона — близько 270 тис. тонн на рік. Основне обладнання електростанції та технологію поставить данська компанія Burmeister & Wain Scandinavian Contractor, BWSC. Проєкт станції опублікувала ТОВ «Хмельницька біопаливна електростанція», яка володіє земельною ділянкою площею 16 га. Площа самої забудови становитиме 5 га.

### Геотермальна енергетика
Україна має певний потенціал розвитку геотермальної енергетики. Це обумовлено термогеологічними особливостями рельєфу та особливостями геотермальних ресурсів країни. Проте, на даний час наукові, геолого-розвідувальні та практичні роботи в Україні зосереджені тільки на геотермальних ресурсах, які представлені термальними водами. За різними оцінками, економічно-доцільний енергетичний ресурс термальних вод України становить до 8,4 млн т н. е./рік.
Практичне освоєння термальних вод в Україні велося в тимчасово окупованій території АР Крим, де було споруджено 11 геотермальних циркуляційних систем, які відповідають сучасним технологіям видобування геотермального тепла землі. Усі геотермальні установки працювали на дослідницько-промисловій стадії.
Великі запаси термальних вод виявлено й на території Чернігівської, Полтавської, Харківської, Луганської та Сумської областей. Сотні свердловин, які виявили термальну воду та знаходяться у консервації, можуть бути відновлені для їх подальшої експлуатації як система видобування геотермального тепла.
При розрахунку кількості можливих обсягів споживання низькотемпературних геотермальних ресурсів у геокліматичних умовах різних регіонів України необхідно врахувати, що інтенсивна їх експлуатація може привести до зниження температури ґрунтового масиву та їх швидкому виснаженню. Необхідно підтримувати такий рівень використання геотермальної енергії, який дозволив би експлуатувати джерело енергетичних ресурсів без шкоди для навколишнього середовища. Для кожного регіону України існує певна максимальна інтенсивність видобування геотермальної енергії, яку можна підтримувати тривалий час.
Відповідно до опублікованих у листопаді 2011 року Національних планів дій з відновлюваної енергетики обсяг виробництва енергії на геотермальних установках повинен значно зрости до 2020 року, з очікуваним обсягом виробництва тепла у 2630,7 тис. т умовного палива, з проміжною ціллю у 1348,1 тис. т умовного палива у 2015 році. Для виконання поставлених цілей необхідні значні інвестиції у виробництво та теплові мережі. Таким чином, актуалізується питання політики стимулювання для надання чітких переваг геотермальному теплу перед теплом з викопних джерел палива, тобто політика має працювати на випередження.
У 2018 році Україна спільно з Ісландією домовилися розвивати геотермальну енергетику. В Україні також існують значні ресурси геотермальної енергії, потенціал яких потрібно розкривати. У цьому переконані фахівці Національного енергетичного агентства Ісландії, які досліджували цю сферу в Україні. Загалом сторони домовилися налагодити постійний обмін інформацією про потенційні спільні проєкти у геотермальній енергетиці.
Геотермальна енергія використовується тепловими насосами.

## Зауваження
1. ↑  станом на I квартал